# Telasco Segovia
Telasco José Segovia Pérez (ur. 2 kwietnia 2003 w Barquisimeto) – wenezuelski piłkarz występujący na pozycji środkowego pomocnika, reprezentant Wenezueli, od 2023 roku zawodnik portugalskiego Casa Pia.